# Les Plans, Gard
Les Plans är en kommun i departementet Gard i regionen Occitanien i södra Frankrike. Kommunen ligger i kantonen Alès-Sud-Est som tillhör arrondissementet Alès. År 2022 hade Les Plans 291 invånare.

## Befolkningsutveckling
Antalet invånare i kommunen Les Plans
Referens:INSEE